# Dorylus furcatus
Dorylus furcatus é uma espécie de formiga do gênero Dorylus.